# Hans Gilardone
Hans Gilardone (München, 1912. július 9. – Atlanti-óceán, 1942. december 8.) német tengeralattjáró-kapitány volt a második világháborúban. Egy hajót elsüllyesztett, amelynek vízkiszorítása 1218 brt volt.

## Pályafutása
1932 áprilisában kezdte meg haditengerészeti tanulmányait. Fokozatosan haladt a ranglétrán, 1940. február 1-jén nevezték ki sorhajóhadnagynak. Az U–254 kapitányaként két őrjáraton vett részt. Augusztus 2-án délelőtt megtorpedózta a 358 tonna halat és 200 tonna jeget szállító brit Flora II-t, mintegy kilencven kilométerre Izlandtól délre. A teherhajó hat perc alatt elsüllyedt. A legénység valamennyi tagja túlélte a támadást. 1942. december 8-án, egy konvoj elleni támadás során az U–221 véletlenül legázolta az U–254-et. A hajó 41 tengerésze, köztük Hans Gilardone, meghalt, négyen életben maradtak.

## Összegzés
| Hajója | Parancsnoki szolgálata                | Őrjáratok száma | Őrjáratok hossza (nap) | Eltalált hajók száma | Eltalált hajók vízkiszorítása (brt) |
| ------ | ------------------------------------- | --------------- | ---------------------- | -------------------- | ----------------------------------- |
| U–254  | 1941. november 8. – 1942. december 8. | 2               | 55                     | 1                    | 1218                                |

## Elsüllyesztett hajó
| Búvárhajó | Nap                | Hajó     | Nemzetisége        | Vízkiszorítása (brt |
| --------- | ------------------ | -------- | ------------------ | ------------------- |
| U–254     | 1942. augusztus 2. | Flora II | Egyesült Királyság | 1218                |